# Индве

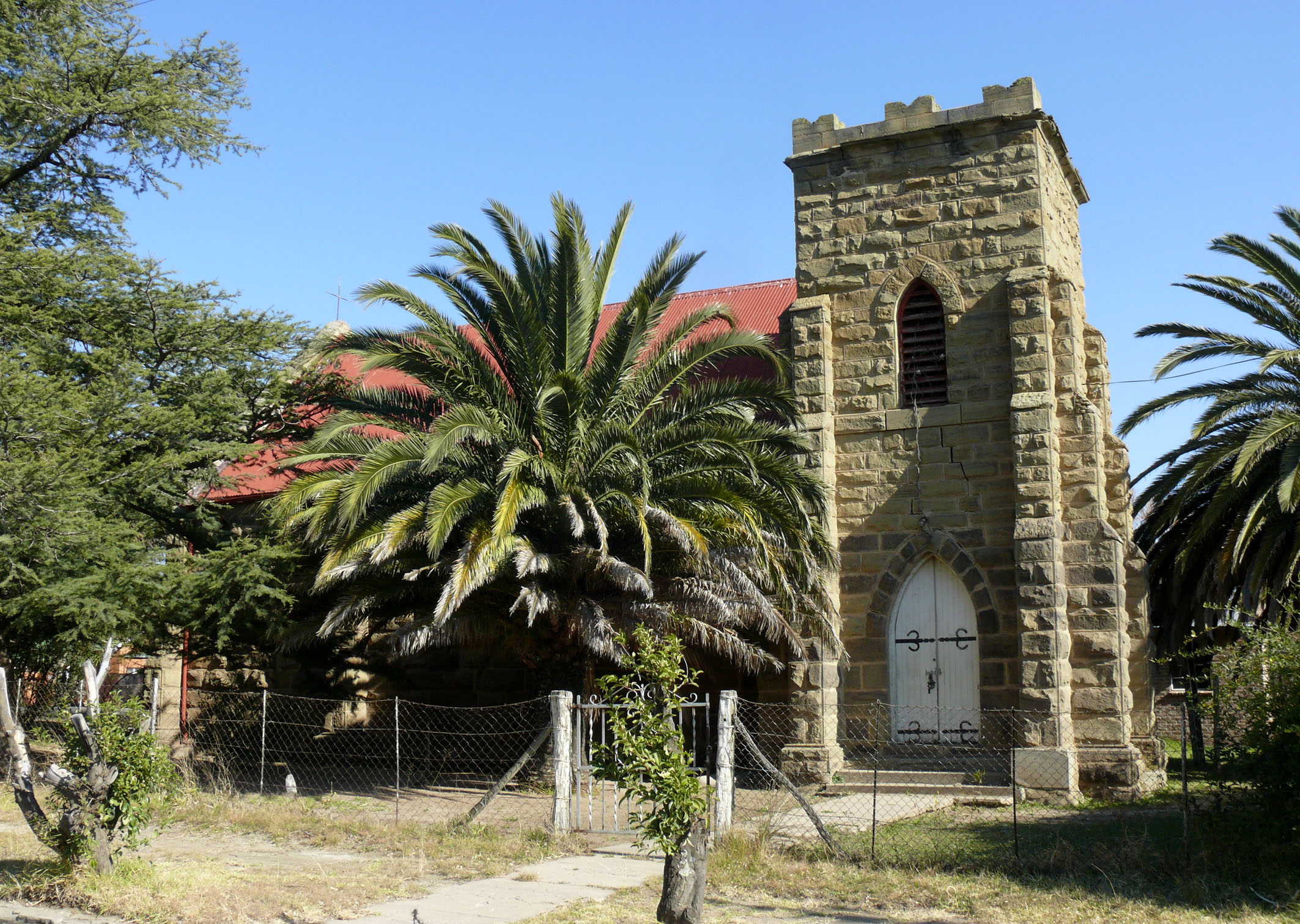
Римско-католический собор, заложенный в 1893 г.

Индве, африк. Indwe — город в Восточно-Капской провинции, примерно в 40 км к юго-востоку от Дордреха и 34 км к северо-западу от г. Кала, Cala.
Город основан в 1896 г. как центр добычи низкокачественного каменного угля, который здесь добывали с 1867 года. С 1898 г. город получил статус муниципалитета. Назван в честь реки Индве. Название происходит из языка коса, обозначающего райского журавля.
В настоящее время Индве специализируется преимущественно в молочной и другой сельскохозяйственной продукции.